# كليمانس ماتوتو
كليمانس ماتوتو (بالفرنسية: Clémence Matutu)‏ مواليد 26 أبريل 1992، هي لاعبة كرة يد كونغولية تلعب كجناح أيسر. مثلت منتخب جمهورية الكونغو الديمقراطية لكرة اليد للسيدات.

## سجل المنافسة
شاركت في البطولات التالية:
- بطولة العالم لكرة اليد للسيدات 2013
- بطولة العالم لكرة اليد للسيدات 2015